# Cantó d'Alzona

Cantó d'Alzona

El cantó d'Alzona és un cantó francès el departament de l'Aude, a la regió d'Occitània. S'inclou al districte de Carcassona, té 11 municipis i el cap cantonal és Alzona.

## Municipis
- Alzona
- Argon
- Caus e Sausens
- Montoliu
- Mossolens
- Pesens
- Raissac de Lampi
- Sant Martin le Vièlh
- Santa Aulària
- Ventenac Cabardés
- Vilaseca-Landa